# Mala Hlușa, Liubeșiv
Mala Hlușa (în ucraineană Мала Глуша) este localitatea de reședință a comunei Mala Hlușa din raionul Liubeșiv, regiunea Volînia, Ucraina.

## Demografie
Componența lingvistică a localității Mala Hlușa
     Ucraineană (99,29%)
     Alte limbi (0,52%)
Conform recensământului din 2001, majoritatea populației localității Mala Hlușa era vorbitoare de ucraineană (99,29%), existând în minoritate și vorbitori de alte limbi.